# Lyn R. Griffiths
Lyn Robyn Griffiths AM es una académica australiana que ejerce como Catedrática Distinguida de genética molecular en la Universidad Tecnológica de Queensland, donde es directora del Centro de Genómica y Salud Personalizada, el Centro de Investigación en Genómica y los Programas BridgeTech . Griffiths es reconocida internacionalmente por su trabajo en el descubrimiento de la genética de las migrañas.

## Carrera profesional
Griffiths se licenció en Ciencias en 1978 por la Universidad de Nueva Gales del Sur. Tras cursar la licenciatura con matrícula de honor, obtuvo una beca de posgrado biomédico del  NHMRC para realizar el doctorado en la Universidad de Sydney. Posteriormente trabajó como investigadora posdoctoral en la Universidad de Sydney, antes de trasladarse a la Universidad Griffith en Gold Coast, Queensland. Allí, ascendió hasta convertirse en catedrática y decana de investigación (Griffith Health) y directora del Griffith Health Institute (ahora llamado Menzies Health Institute Queensland). En 2013, trasladó su laboratorio al Instituto de Salud e Innovación Biomédica de la Universidad Tecnológica de Queensland, donde asumió el cargo de Directora Ejecutiva. Cuando el Instituto se disolvió en 2020, fue nombrada para el cargo de Directora Inaugural del Centro de Genómica y Salud Personalizada de la QUT.

## Investigación
Las investigaciones de la Prof. Griffiths han dado lugar a avances en el diagnóstico de varios trastornos neurogenéticos, como la migraña familiar, la ataxia, la epilepsia y el ictus hereditario. Sus investigaciones se han publicado en más de 400 revistas internacionales, entre ellas Nature, American Journal of Human Genetics y Nature Neurology.

## Publicaciones

### Artículos periodísticos
Google Scholar enumera más de 500 documentos de Griffiths, que han sido citados más de 16.000 veces, y calcula su índice h en 67.

### Capítulos de libros
- Morris, BJ y Griffiths, LR (1999). Capítulo 1: Genes de la hipertensión esencial: la primera década de investigación. En PM Frossard (Ed.), Predisposición genética, inmune y molecular a la hipertensión. (páginas. 1–45). Utrecht, Países Bajos: VSP.
- Carless, MA, Ashton, KJ y Griffiths, LR (2006). Capítulo 6: Citogenética del carcinoma basocelular y del carcinoma espinocelular. En J. Reichrath (Ed.), Mecanismos moleculares de los carcinomas de células basales y de células escamosas. (págs. 49-57). Nueva York, Estados Unidos: Springer.ISBN 0-387-26046-3 .
- Colson, Nueva Jersey, Lea, RA, Fernández, F. y Griffiths, LR (2007). Capítulo 1: La genética de la migraña. En LB Clarke (Ed.), Tendencias en la investigación de los trastornos de la migraña. (páginas. 5–34). Nueva York, Estados Unidos: Nova Science Publishers.ISBN 978-1-60021-553-7 .
- Carless, MA y Griffiths, LR (2009). Citogenética del cáncer de piel melanoma y no melanoma. En J. Reichrath (Ed.), La luz solar, la vitamina D y el cáncer de piel. (páginas. 227–240). Nueva York, Estados Unidos: Springer.ISBN 978-0-387-77573-9 .
- Green, MR, Camilleri, E., Gandhi, MK y Griffiths, LR (2009). Genetic susceptibility to complex traits: moving towards informed analysis of whole-genome screens.  En A. Matsumoto y M. Nakano (Eds. ), El genoma humano: características, variaciones y trastornos genéticos. (páginas. 167–180). Nueva York, Estados Unidos: Nova Science Publishers.ISBN 978-1-607-41695-1
- Carless, MA y Griffiths, LR (2011). Citogenética de tumores primarios de piel. En MJ Murphy (Ed.), Capítulo 4: Diagnóstico molecular en dermatología y dermatopatología. (páginas. 57–72). Nueva York, Estados Unidos: Springer.ISBN 978-1-60761-170-7 .
- Menon, S. y Griffiths, LR (2013). Nutracéuticos en el tratamiento de la migraña. En HC Diener (Ed.), Nuevos enfoques en el tratamiento de la migraña. (páginas. 134–145) Londres, Reino Unido: Future Medicine Ltd. ISBN 178084235X .
- Carless M. y Griffiths LR (2014). Citogenética del cáncer de piel melanoma y no melanoma. En La luz del sol, la vitamina D y el cáncer de piel – 2ª edición. Springer Nueva York.doi 10.1007/978-1-4939-0437-2_9 ISBN 978-1-4939-0436-5 .
- Gasparini, CF, Smith, RA y Griffiths, LR (2016). Capítulo 4: Migraña y glutamato: moduladores de la señalización glutamatérgica como posibles tratamientos de los trastornos neuropsiquiátricos. En ZM Pavlovic (Ed.), Moduladores de la señalización glutamatérgica como tratamientos potenciales de los trastornos neuropsiquiátricos. Editores de ciencia nueva, Inc. Nueva York.ISBN 978-1-63483-493-3 (libro electrónico).

## Servicio a organizaciones profesionales.
La distinguida profesora Griffiths ha contribuido significativamente a su profesión. Preside la Junta de Censores para el Diagnóstico Genómico de la Sociedad de Genética Humana de Australasia. Además, ha formado parte de varias juntas directivas de diversos organismos, incluida la Fundación Nacional del Corazón de Australia (División de Queensland),

## Reconocimiento
- 1984-1987 Beca de posgrado en biomedicina del NHMRC
- 2001 Artículo más descargado del año 2001 en Molecular Cellular Probes[9]
- 2003 Mención de la Universidad Griffith por la excelencia en la enseñanza
- Premio Medalla del Centenario 2004 - Servicio Distinguido a la Educación y la Investigación Médica
- 2004 Premio Gold Coast Honors (Categoría Educación e Investigación Médica)
- Australiano del año 2005, finalista de Queensland
- 2006 Nominado al Suncorp Queenslander del Año
- 2006 Smart State - Finalista de Smart Women (categoría de investigador científico)
- Premio a la excelencia en investigación 2010 para investigador senior, Universidad Griffith
- 2013 Premio al Liderazgo General de Gold Coast Festival del Día Internacional de la Mujer 2013
- Finalista 2014, Premio a la excelencia industrial de Life Sciences Queensland (LSQ)
- Finalista 2014, Premio al Logro Sobresaliente en Ciencias Biológicas, Mujeres en Tecnología (WiT)
- Premio Greppi 2014: Mejor artículo internacional sobre migraña, 4º Congreso Internacional European Headache Migraine Trust (EHMTIC)
- Finalista de 2015, Logro destacado en ciencias biológicas, Mujeres en tecnología (WiT)
- Miembro 2015, Academia de Artes y Ciencias de Queensland
- 2017 Sociedad de Genética Humana de Australasia, Sutherland Lecturer, 2010[10]
- Miembro 2018 de la Fundación Nacional del Corazón
- 2020 Life Sciences Queensland Limited (LSQ): premios del evento Globally Engaging Networking Event (GENE): Premio Berghofer Women of Influence de Life Sciences QIMR
- Asociación de Tecnología Médica de Australia 2020: Premio al Logro Sobresaliente 2020
- 2023 Nombrado Miembro de la Orden de Australia (AM) en los Honores del Día de Australia de 2023 por su "importante servicio a la genética y la investigación de trastornos neurológicos".[11]